# Serra des Canals
La Serra des Canals és una serra situada al municipi d'Alins a la comarca del Pallars Sobirà, amb una elevació màxima de 1.887 metres.